# St. Martin (Altheim bei Riedlingen)

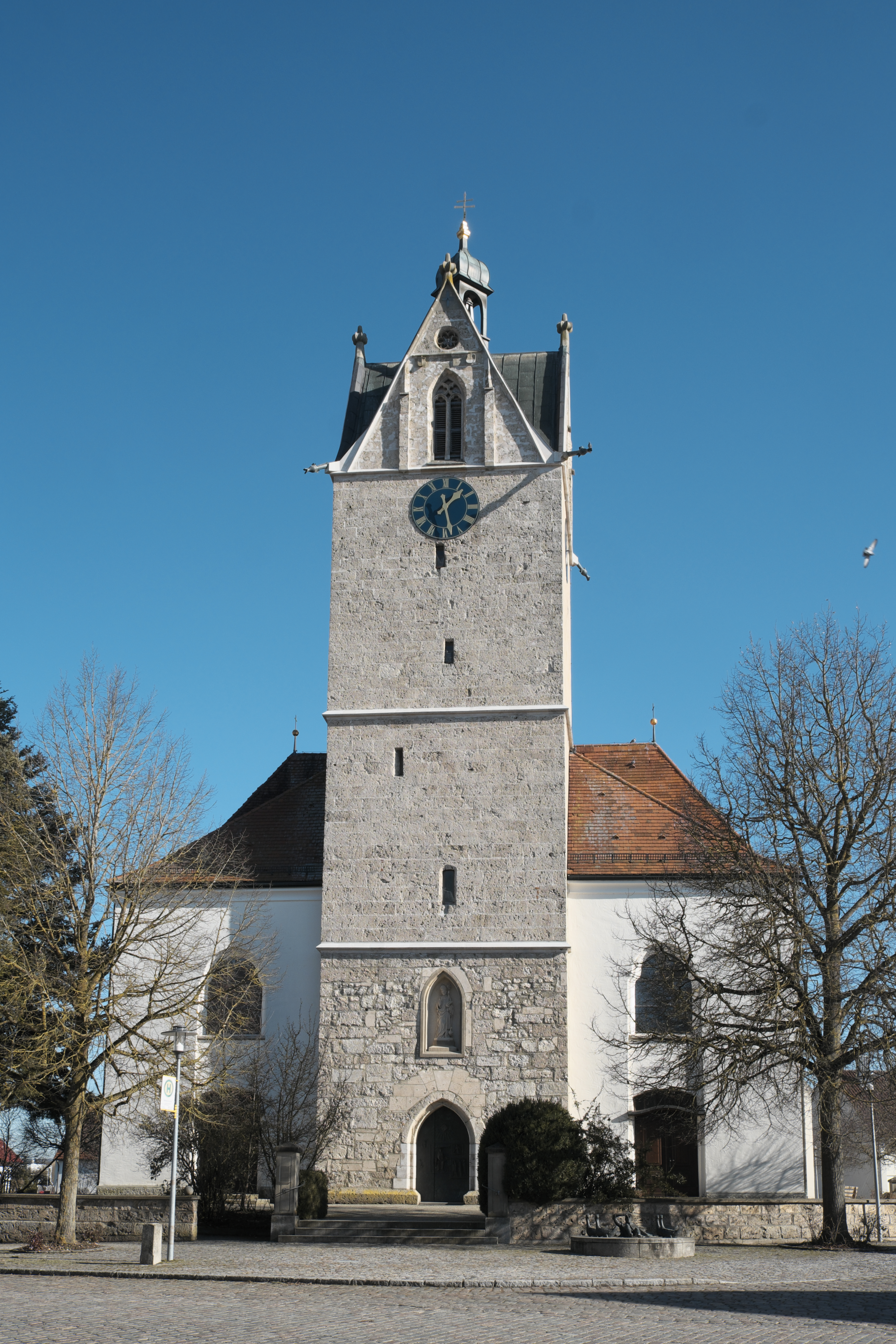
Pfarrkirche St. Martin

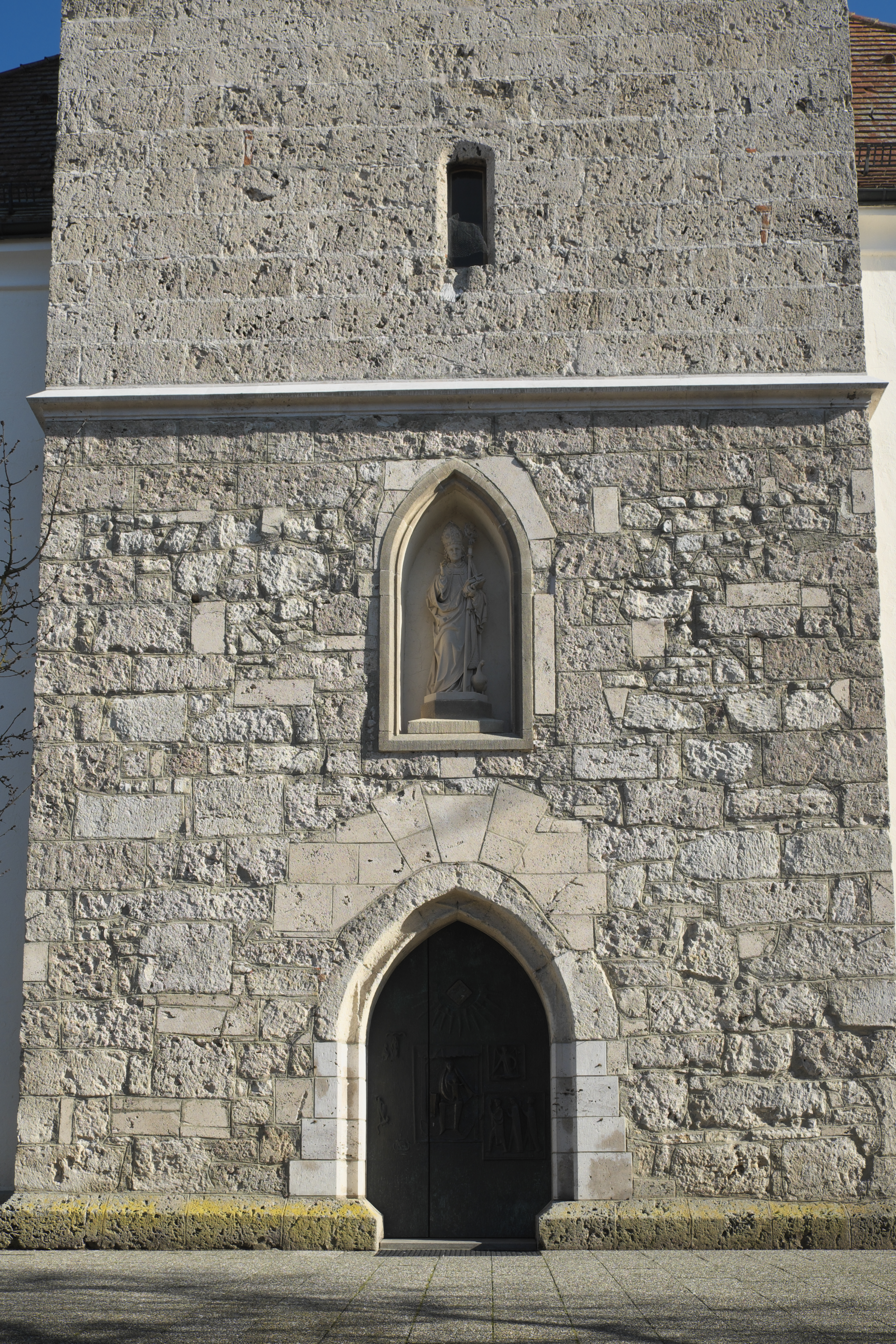
Turmunterbau

Die  katholische Pfarrkirche St. Martin in Altheim, einer Gemeinde im Landkreis Biberach in Baden-Württemberg bei Riedlingen, ist ein spätgotischer Kirchenbau aus dem 15. Jahrhundert, der in der Mitte des 18. Jahrhunderts im Stil des Spätbarock bzw. Rokoko umgestaltet wurde. Zu Beginn des 20. Jahrhunderts wurde die Kirche um ein Querhaus und einen Anbau im Westen erweitert. Von der gotischen Kirche sind heute nur noch der Glockenturm, der Chor und die Sakristei, eine ehemalige Kapelle, erhalten. Die Kirche ist dem heiligen Martin von Tours geweiht.

## Geschichte
Bereits im Jahr 1227 wird die Pfarrei Altheim schriftlich erwähnt. Die Martinskirche wird 1318 erstmals in einer Urkunde genannt. Der Turm, der in seinem Untergeschoss noch auf das 14. Jahrhundert zurückgeht, ist der älteste Teil der Kirche. Die heutige Kirche wurde gegen Ende des 15. Jahrhunderts errichtet und 1486 geweiht. Die Jahreszahl 1496 im Turm bezieht sich vermutlich auf das Jahr der Fertigstellung des Turmaufbaus. In den Jahren 1744 bis 1750 wurde die Kirche barockisiert und neu ausgestattet. Mit der Ausführung des Stuckdekors wurde der aus Linz stammende Bildhauer und Stuckateur Joseph Anton Feuchtmayer (1696–1770) beauftragt, für die Deckenmalereien der Maler Franz Josef Spiegler (1691–1756) aus Wangen im Allgäu, der auch die Deckengemälde in der ehemaligen Benediktinerklosterkirche Unserer Lieben Frau in Zwiefalten schuf. In den Jahren 1908 bis 1911 erweiterte man die Kirche durch ein Querhaus und fügte im Westen die beiden seitlichen Anbauten an den Turm an.

## Architektur

### Glockenturm
Vor der Westfassade steht der dreigeschossige Turm, dessen vier Giebelseiten von Kreuzblumen bekrönt und von spitzbogigen Maßwerkfenstern durchbrochen werden. Der Turm wird von zwei sich kreuzenden Satteldächern gedeckt, auf deren Schnittpunkt eine offene Laterne aufgebaut ist. Im Unterbau des Turms sind eine spitzbogige Nische mit der Figur des Kirchenpatrons, des heiligen Martin, und ein Spitzbogenportal mit einer modernen Bronzetür eingeschnitten. Das Glockenwerk besteht aus acht Glocken d'-e'-fis'-a'-h'-cis''-d''-(e''?), die aus unterschiedlichen Jahrhunderten stammen und ein unverwechselbares Geläut erzeugen.

### Innenraum

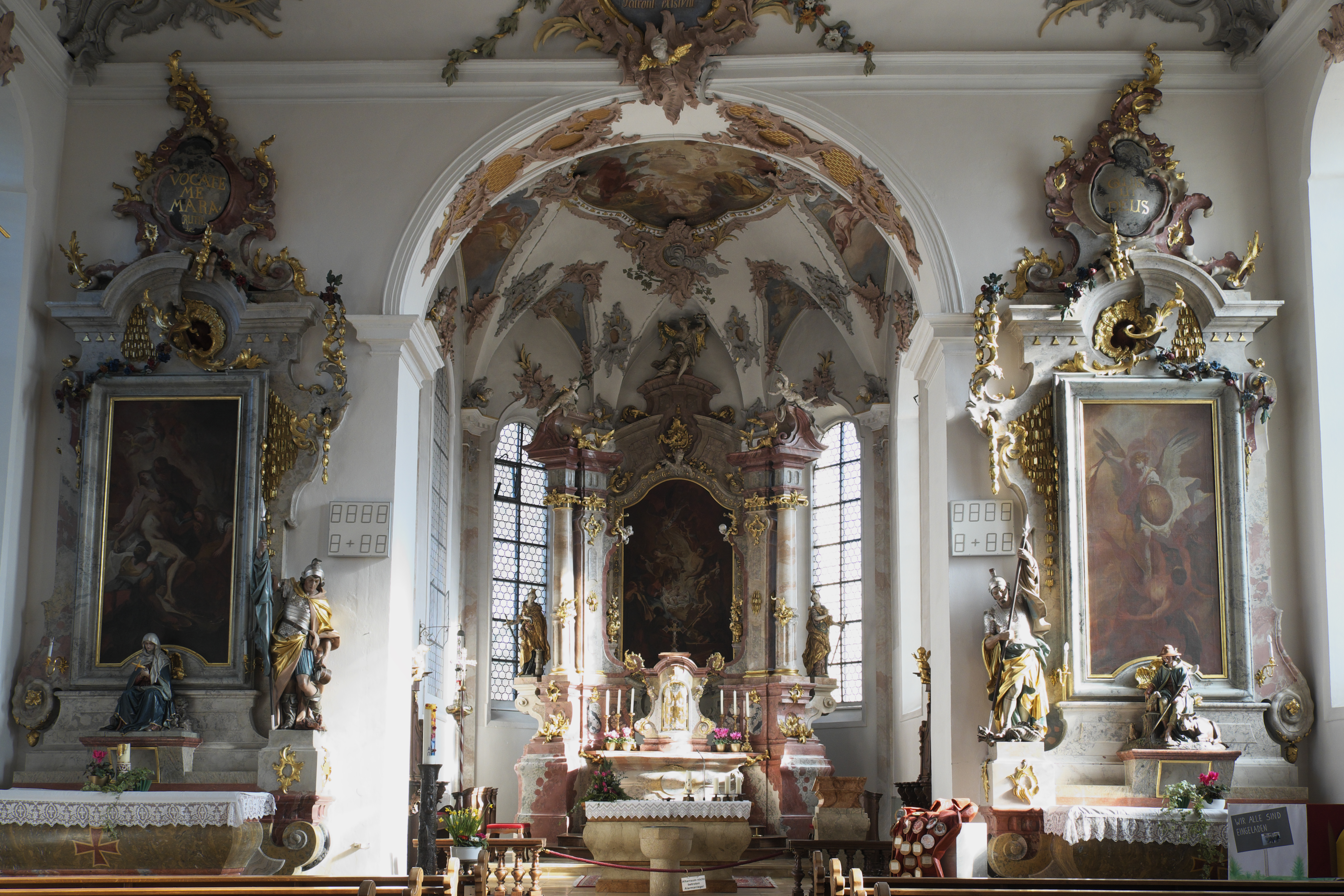
Innenraum

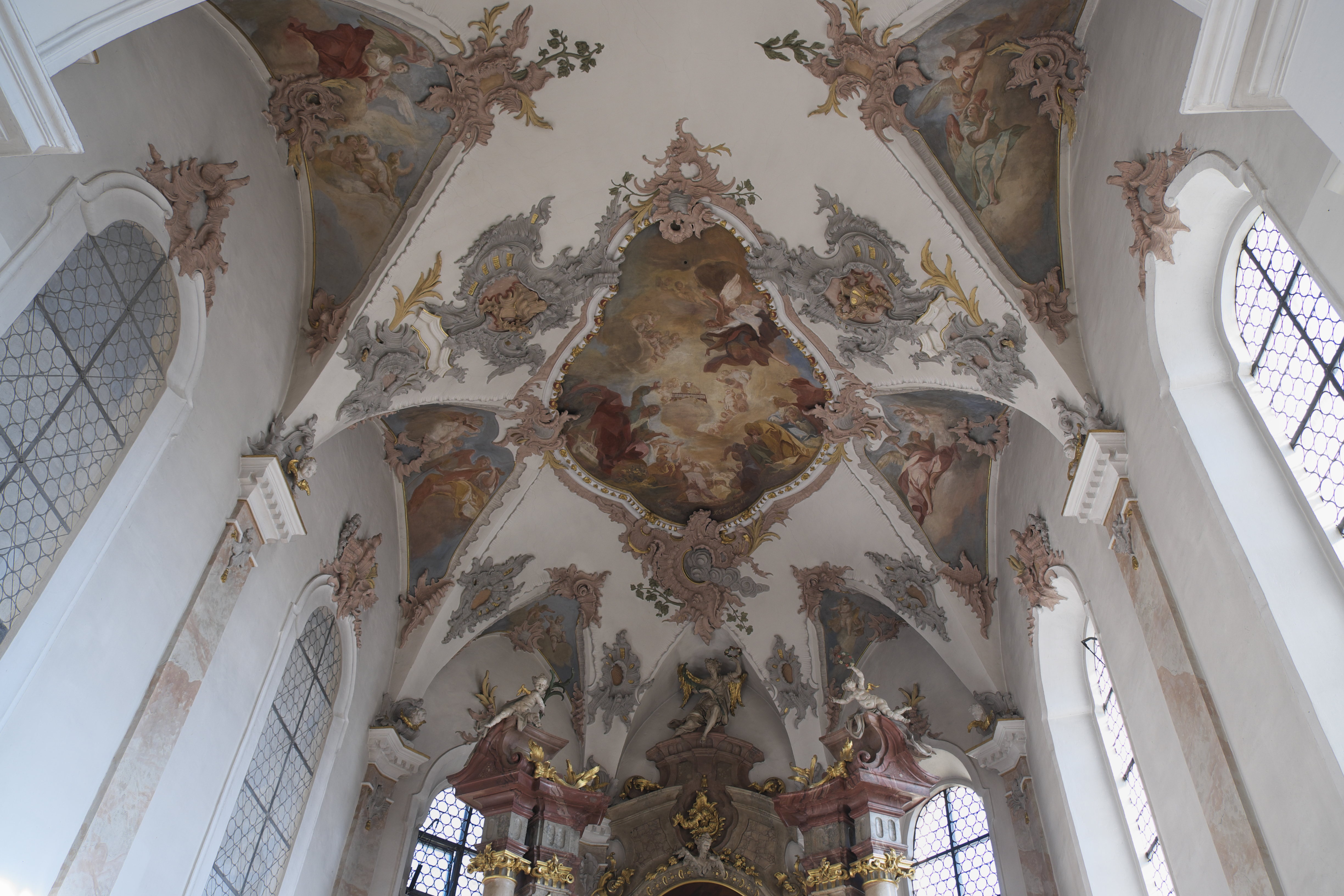
Deckenmalerei im Chor

Das einschiffige Langhaus wird von einer Flachdecke über Hohlkehlen gedeckt. Der Chor besitzt ein Spiegelgewölbe mit Stichkappen. Der 1911 fertiggestellte westliche Anbau mit seiner Empore ist dem Stil des Spätbarock nachempfunden.

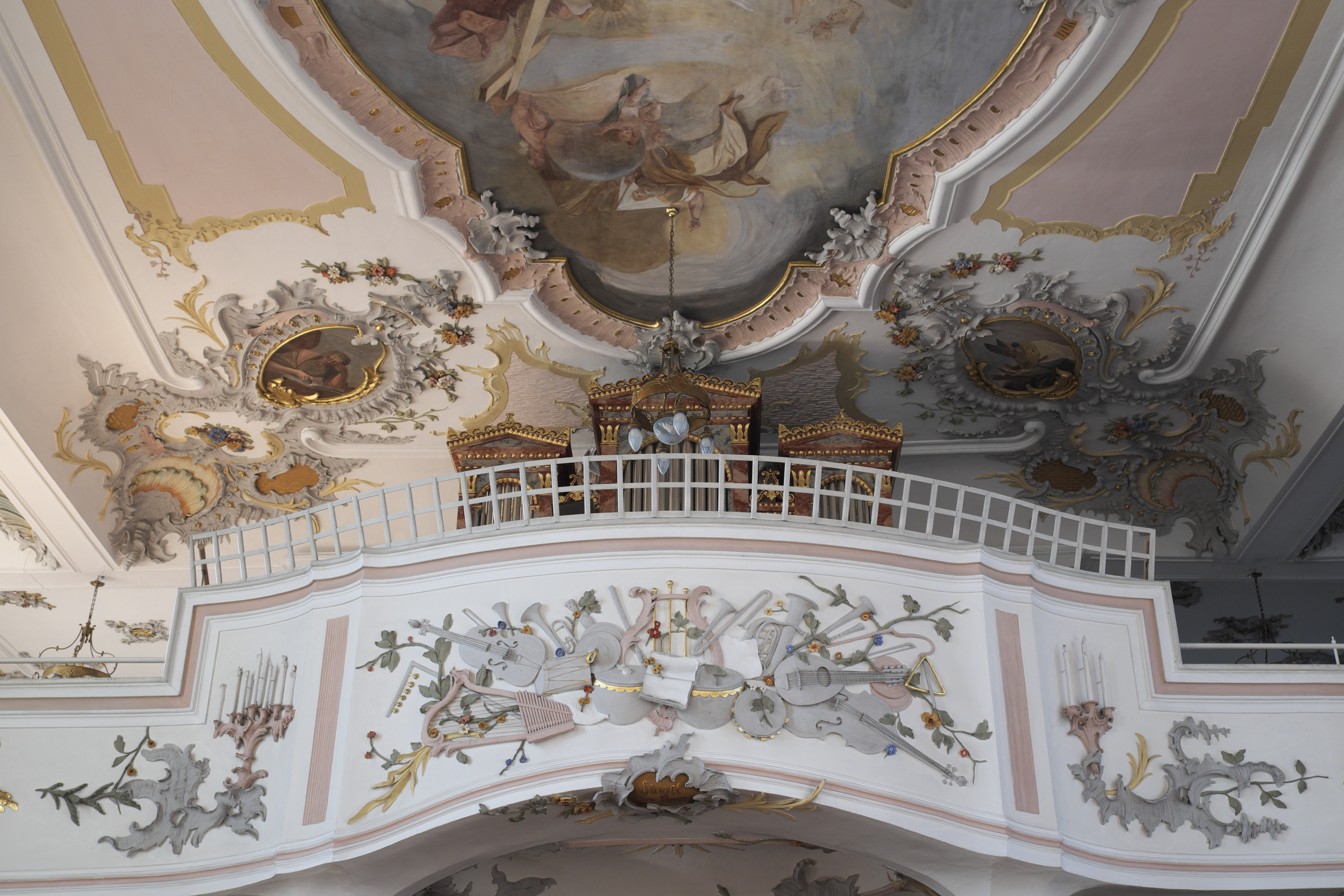
Empore
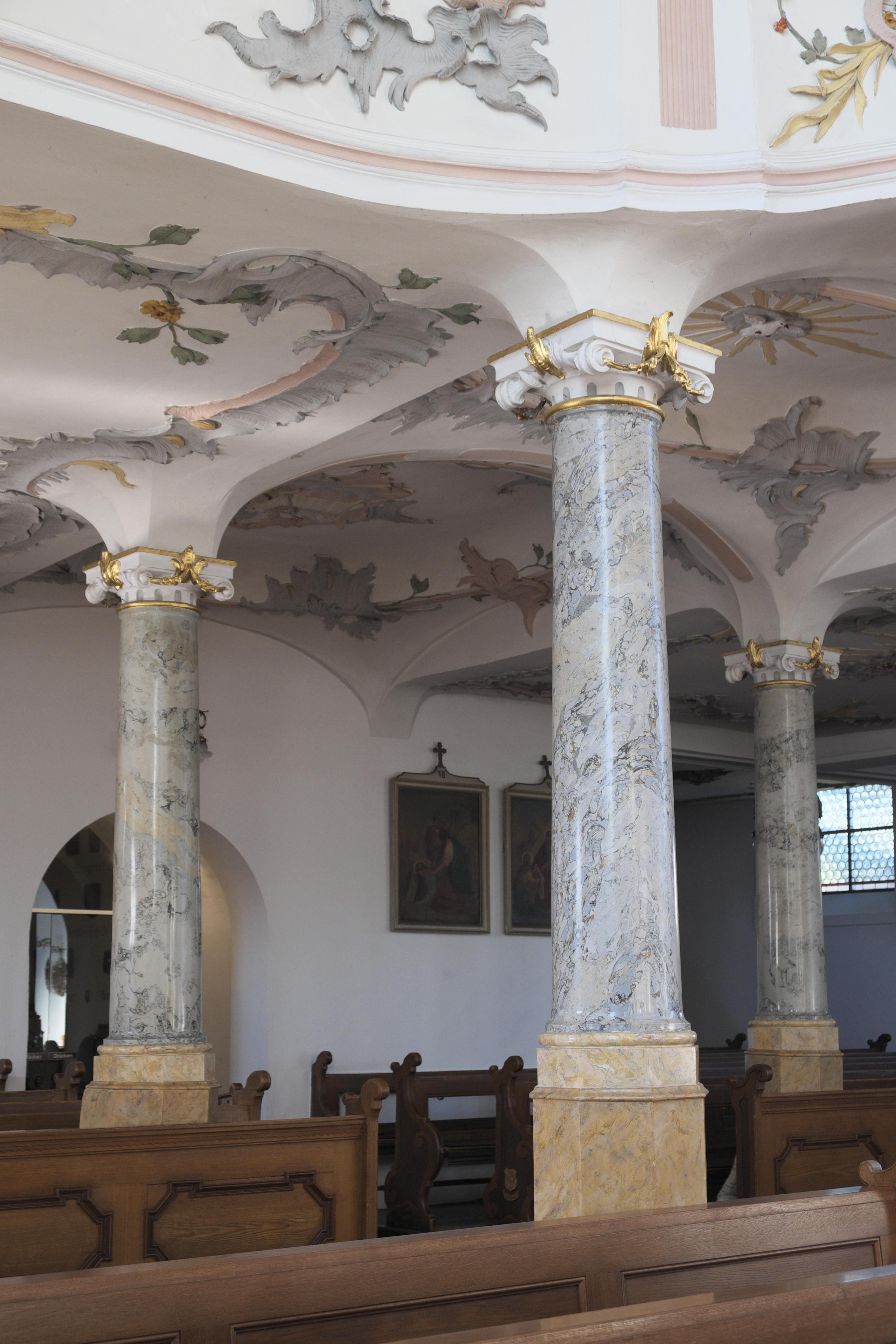
Säulen unter der Empore

## Hungertuch
Während der Restaurierung der Kirche in den 1960er Jahren entdeckte man auf der Rückseite der Altargemälde drei Stücke einer zerteilten Leinwand, die offenbar zum Schutz gegen die Feuchtigkeit dort angebracht worden waren. Bei der mit spätgotischer Malerei versehenen Leinwand handelt es sich um ein Hunger- oder Fastentuch, das in der Fastenzeit im Chor aufgehängt wurde und den Altar verdecken sollte. Die Entstehungszeit des Altheimer Fastentuchs wird um 1500 vermutet. Auf den Leinwandfragmenten sind zehn Bildfelder zu erkennen, die in zwei übereinanderliegenden Reihen zu je fünf Feldern angeordnet sind. Das ursprüngliche Hungertuch bestand wahrscheinlich aus sechs Reihen mit je fünf Bildern. Vermutlich hatte es eine Größe von 6,20 Meter auf 8,50 Meter und war drei Mal so groß wie das erhaltene Fragment. Auf den zehn Bildfeldern sind folgende Szenen dargestellt:
- Adam unter dem Baum des Lebens
- Eva reicht Adam den Apfel
- Vertreibung aus dem Paradies
- Adam bearbeitet das Feld und Eva beim Spinnen
- Verkündigung
- Anbetung des Kindes durch Maria und Josef
- Beschneidung
- Anbetung durch die Heiligen Drei Könige
- Tötung der Unschuldigen Kinder
- Flucht nach Ägypten

## Weitere Ausstattung
- Die Altäre sind Arbeiten von Joseph Anton Feuchtmayer.
- Chorgestühl und Kanzel stammen ebenfalls aus der Zeit der Barockisierung der Kirche.

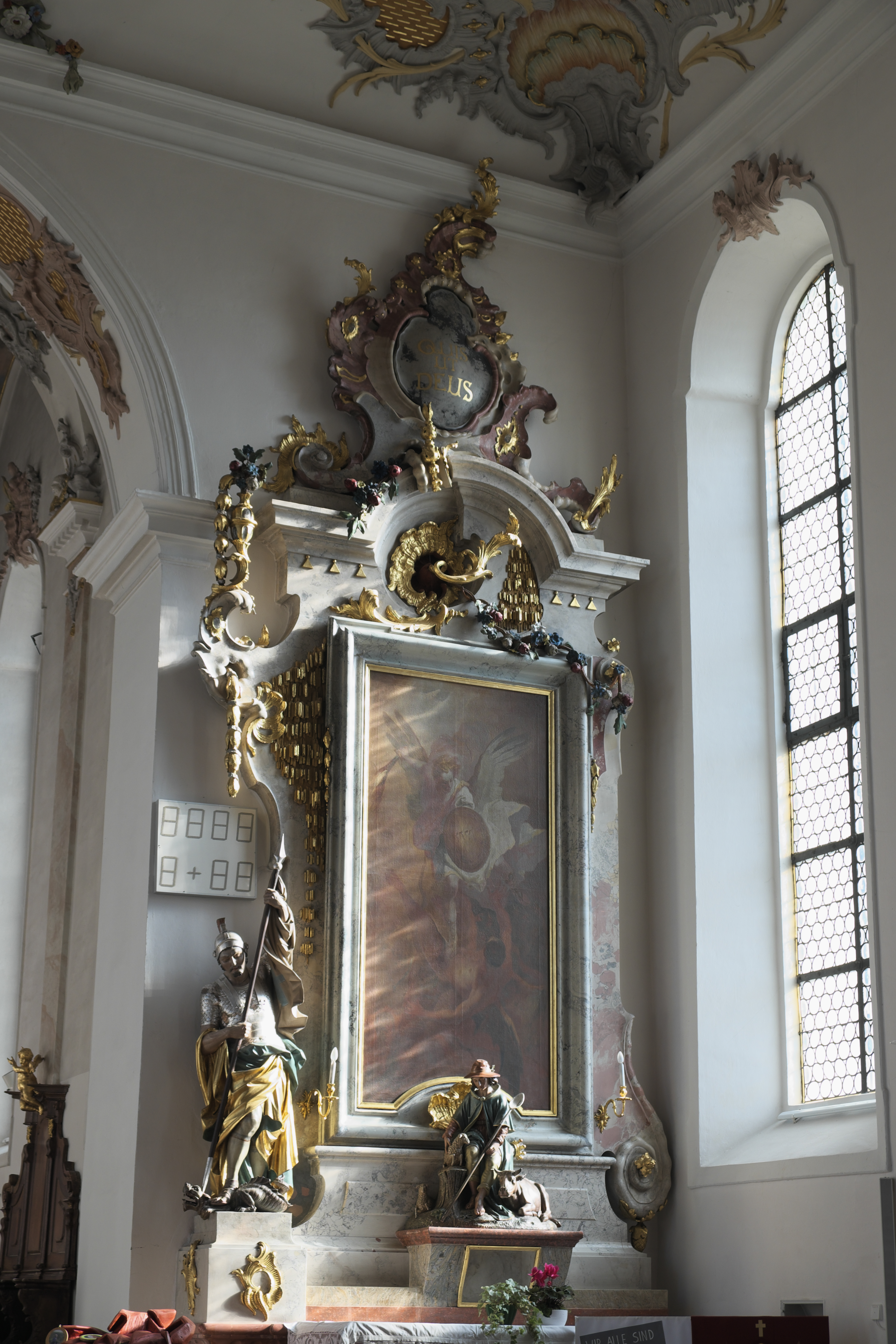
Rechter Seitenaltar
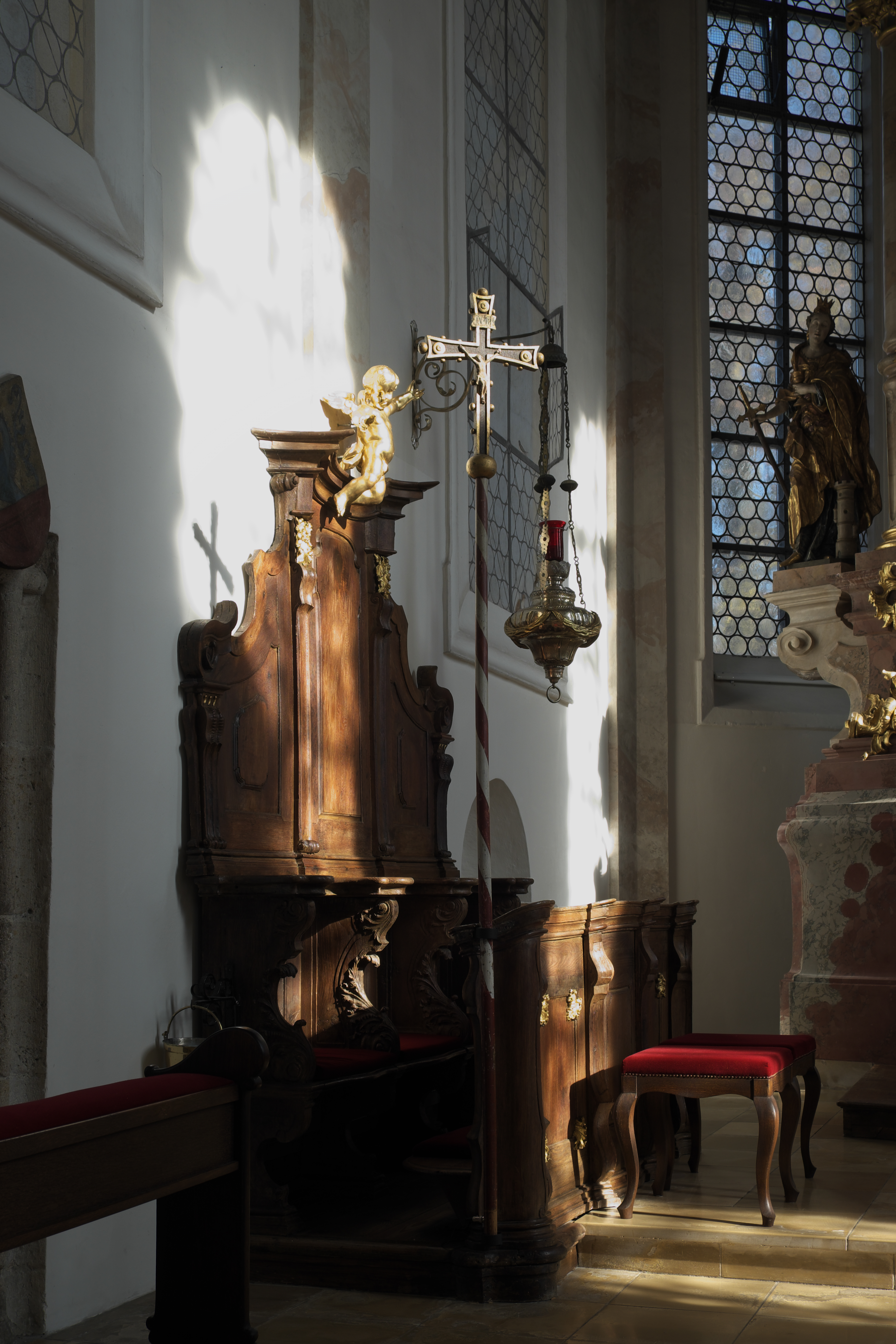
Chorgestühl
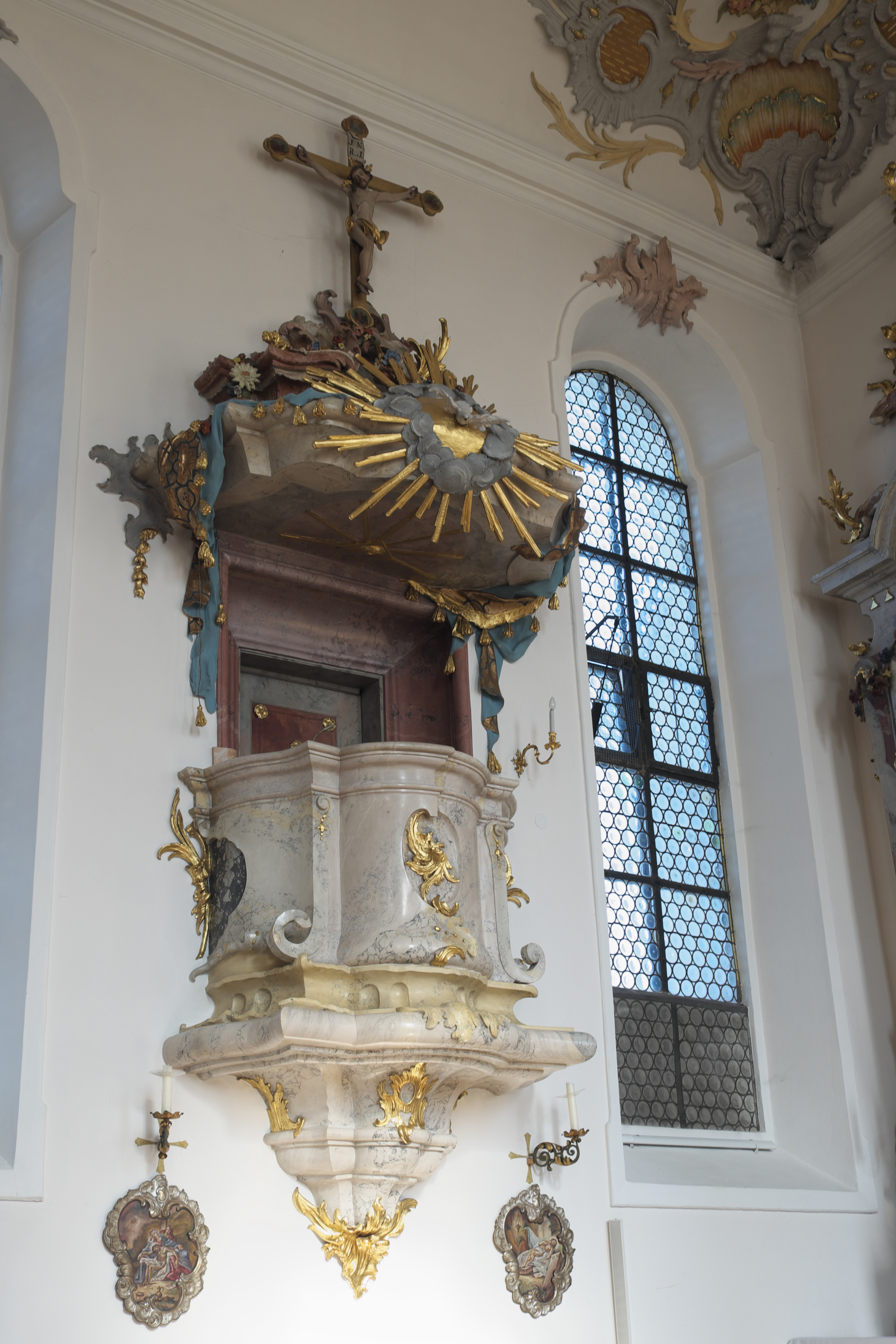
Kanzel